# Ellsworthia
Ellsworthia es un género de ácaros perteneciente a la familia  Laelapidae.

## Especies
- Ellsworthia americanus Ewing, 1933
- Ellsworthia imphalensis (Radford, 1947)